# 紫尾村
紫尾村（しおむら）は茨城県真壁郡にかつて存在した村である。

## 地理
- 現在の桜川市、旧真壁町の南部に位置する。
- 村の南部には筑波山がある。
- 村は桜川の東岸に位置する。

## 歴史
村名は村が筑波山（紫峰）の尾根に接していることに由来する。

### 村域の変遷
- 1889年（明治22年）4月1日 - 町村制施行により、羽鳥村・椎尾村・東山田村・酒寄村が合併し真壁郡紫尾村が発足。
- 1954年（昭和29年）12月1日 - 真壁町・樺穂村・谷貝村と合併し、新たな真壁町が発足。同日紫尾村廃止。

変遷表
| 1868年 以前 | 1868年 以前 | 明治11年 | 明治22年 4月1日 | 昭和29年 12月1日 | 平成17年 10月1日 | 現在   |
| ----------- | ----------- | -------- | --------------- | ---------------- | ---------------- | ------ |
|             | 羽鳥村      | 羽鳥村   | 紫尾村          | 真壁町           | 桜川市           | 桜川市 |
|             | 上椎尾村    | 椎尾村   | 紫尾村          | 真壁町           | 桜川市           | 桜川市 |
|             | 下椎尾村    | 椎尾村   | 紫尾村          | 真壁町           | 桜川市           | 桜川市 |
|             | 東山田村    |          | 紫尾村          | 真壁町           | 桜川市           | 桜川市 |
|             | 酒寄村      |          | 紫尾村          | 真壁町           | 桜川市           | 桜川市 |

## 人口・世帯

### 人口
総数 [単位： 人]
| 1891年（明治24年） | 2,643 |
| 1920年（大正 9年） | 3,407 |
| 1935年（昭和10年） | 3,739 |
| 1950年（昭和25年） | 4,841 |

### 世帯
総数 [単位： 世帯]
| 1920年（大正 9年） | 642 |
| 1935年（昭和10年） | 695 |
| 1950年（昭和25年） | 832 |

## 交通

### 鉄道
- 常総筑波鉄道（ → 関東鉄道 → 筑波鉄道）
  - 筑波線
    - 紫尾駅